# بویانوو
بویانوو (به چکی: Bujanov) یک منطقهٔ مسکونی در جمهوری چک است که در ناحیه تشسکی کروملوو واقع شده‌است. بویانوو ۱۷٫۴۵ کیلومتر مربع مساحت و ۵۸۳ نفر جمعیت دارد و ۶۷۰ متر بالاتر از سطح دریا واقع شده‌است.